# Jude Ogada
Jude Ogada (Abuja, 15 dicembre 1989) è un ex calciatore nigeriano, di ruolo difensore.

## Carriera
Debutta con l'Olimpia Bălți nella stagione 2008-2009, collezionando 8 presenze.
Dalla stagione 2009-2010 diventa titolare inamovibile della squadra moldava, con la quale disputa anche 2 partite nel turno preliminare di Europa League. Nella stagione 2009-2010 e 2010-2011 vanta anche 9 presenze e 1 gol nella coppa di Moldova.

## Palmarès

### Club

#### Competizioni nazionali
- Coppa di Moldavia: 1

Tiraspol: 2012-2013